# Kodimaranahalli, Krishnarajpet
Kodimaranahalli là một làng thuộc tehsil Krishnarajpet, huyện Mandya, bang Karnataka, Ấn Độ.